# Moderna de Pueblo
Ракель Корколес (народилася 31 грудня 1986 року), більш відома як Moderna de Pueblo, — іспанська ілюстраторка та авторка коміксів. 

## Біографія
Корколес вивчала рекламу, журналістику та аудіовізуальну комунікацію в Університеті Ровіра і Віргілі в Таррагоні, а також отримала ступінь журналістики в Університеті короля Хуана Карлоса в Мадріді.  Вона була редактором InformativosTelecinco.com, де відповідала за економічну інформацію. Корколес розпочала свою кар'єру як ілюстратор коміксів у вересні 2011 року в журналі El Jueves, де опублікувала щотижневу сторінку коміксів, а також того ж року почала випускати щотижневий комікс у журналі Cuore. Вона також співпрацює з іншими ЗМІ, зокрема журналом

## Moderna de Pueblo
Ім'я Moderna de Pueblo («Сучасний житель села») походить від персонажа, створеного в 2010 році в її блозі. Цей персонаж став вірусним феноменом із понад 200 000 підписників у Facebook .  Її комікси розповідають про двадцятирічну блондинку, яка завжди носить сонцезахисні окуляри та переїжджає за місто, щоб досягти успіху в місті. Є й інші персонажі, стереотипні для міської культури, такі як жінки з побутовими проблемами, розчаровані молоді люди, інтерни та хіпстери .